# Italochrysa froggatti
Italochrysa froggatti is een insect uit de familie van de gaasvliegen (Chrysopidae), die tot de orde netvleugeligen (Neuroptera) behoort. 
Italochrysa froggatti is voor het eerst wetenschappelijk beschreven door Esben-Petersen in 1914.